# Vergilius Palatinus

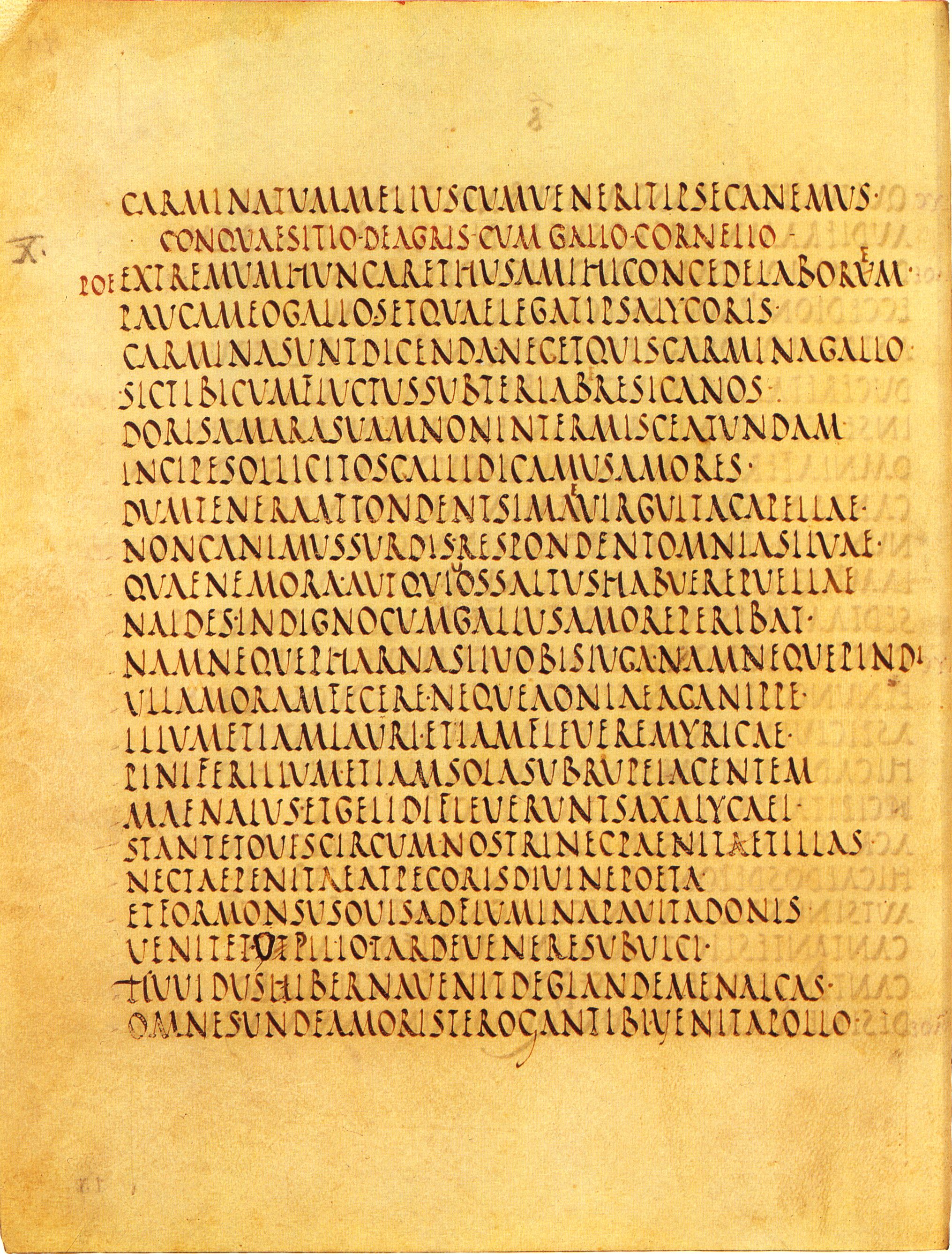
Ausschnitt aus den Eclogae im Vergilius Palatinus, folio 15v

Vergilius Palatinus wird ein im 4./5. Jahrhundert n. Chr. in Capitalis rustica geschriebenes Manuskript genannt, das im Zeitalter der Karolingischen Renaissance in die Bibliothek des Klosters Lorsch gelangte. Von dort wurde der Vergilius Palatinus nach der Aufhebung des Klosters durch Pfalzgraf Ottheinrich um 1556 in die Bibliotheca Palatina, die Bibliothek der Pfalzgrafen bei Rhein in Heidelberg, überführt. Mit dieser wurde er von Herzog Maximilian I. von Bayern als Kriegsbeute entführt und Papst Gregor XV. geschenkt. Seither befindet er sich mit einer Unterbrechung von 1798 bis 1815, während der er, nachdem er auf Geheiß Napoleon Bonapartes nach Paris entführt worden war, in der dortigen Staatsbibliothek aufbewahrt wurde, in Vatikanstadt in der Biblioteca apostolica Vaticana unter der Signatur Vatikanstadt, BAV, Vaticanus Palatinus 1631. Der Vergilius Palatinus enthält Werke des römischen Dichters P. Vergilius Maro: Fol. 1r–17r: Eclogae (fragmentarisch). Fol. 18r–56v: Georgica (fragmentarisch). Fol. 57r–256v: Aeneis (fragmentarisch). In den Editionen wird er unter der Sigle P geführt. Er zählt zu den wichtigsten Textzeugen.
Erhalten sind 256 (von ursprünglich 288) Blättern.
Das Layout mit einem zwar stattlichen Seitenformat von ca. 30 cm Seitenhöhe und ca. 23 cm Breite, einem hochformatigen Schriftspiegel von 23 Versen pro Seite und einem allerdings etwas schwankenden Schriftgrad verleiht der Handschrift einen durchaus monumentalen Charakter.
Es gibt noch eine Reihe weiterer berühmter Vergilhandschriften der Spätantike.

## Faksimile
- Remigius Sabadini: Codex Vergilianus qui Palatinus appellatur quam simillime expressus. Ad Vergili natalem MM celebrandum qui erit id. Oct. a MDCCCCXXX Bibliotheca Vaticana contulit (= Codices e Vaticanis selecti. Series maior. Band 14). Éditions historiques, Paris 1929.